# Robert Hedin
Robert Hedin, švedski rokometaš, * 2. februar 1966, Ystad.
Leta 1992 je na poletnih olimpijskih igrah v Barceloni v sestavi švedske reprezentance osvojil srebrno olimpijsko medaljo.
Od leta 2008 je selektor norveške rokometne reprezentance.